# Homo erectus
Homo erectus (fra latin: "det oprejste menneske") er en art af menneskenes forfædre. Arten udvikledes i Afrika for omtrent 1,8 millioner år siden, og er især kendt for at være det første menneskelignende væsen, som forlod Afrika, og udbredtes til resten af verden. Homo erectus lærte at forbedre de redskaber, som forgængeren, Homo habilis (fra latin: "det velegnede menneske"), havde fremstillet. Således blev Homo erectus langt bedre til jagt. Homo erectus byggede også huler, og var de første mennesker, der udnyttede ild.
Homo erectus mindede meget om det moderne menneske Homo sapiens. Dog havde de mindre hjerner. Deres knogler var stærkere, og kunne modstå langt mere, end det moderne menneskes knogler. Trods navnet var homo erectus ikke det første menneskelignende væsen, som gik på to ben. Allerede for fire millioner år siden gik den såkaldte Australopithecus (fra latin: "sydabe") oprejst.
De vigtigste fund af Homo erectus er gjort i Holland, Kina, på øen Java og i Georgien. Blandt de mest kendte kan nævnes Pekingmennesket fra det nordlige Kina og The Java Man fra Java.
Det lille floresmenneske er muligvis i nær familie med Homo erectus.